# Хасан Тахсин-паша
Хасан Тахсин-паша (1845, Эпир − 1918, Лозанна) — Генерал-лейтенант османской армии и губернатор Йемена. Один из самых известных участников Первой Балканской войны, оставивший заметный след в истории греческого города Фессалоники в XX веке.

## Биография
Принадлежал знатному албанскому роду Месаре. Закончил греческое Училище братьев Зосимос в городе Янина и говорил свободно по гречески.
Начал свою службу в качестве жандарма в 1870 году в Катерини (город). Позже вступил в Османскую армию. Вскоре получил офицерское звание и в 1881 году был назначен командиром жандармерии в Янина.
Тахсин прослужил 7 лет на всегда беспокойном острове Крит, пытаясь смягчить напряжённость между православными греками и мусульманами. К это периоду относится его знакомство с будущим премьер-министром Греции Венизелосом, что в определённой степени сказалось на решениях принятых им в 1912 году.
Во время Греко-турецкой войны 1897 года он командовал 6-й дивизией Трапезунда. Тахсин отличился в этой войне и, в знак признательности, султан заказал своему придворному художнику Ф.Зонаро исполнить его портрет.
В 1900 году был назначен командиром гарнизона македонской столицы, города Фессалоники.
Согласно Х.Христодулу, Тахсин был связан братской дружбой с Димитриосом Заннасом, прадедом нынешнего премьер-министра Греции Антонисом Самарасом. Заннас стал акушером при родах одного из сыновей Тахсина.
В период 1908—1910, Тахсин служил губернатором Йемена, после чего вернулся в Фессалоники, где принял командование 3-го корпуса османской армии, в звании ферик (генерал-лейтенант). Здесь, под его началом, служил будущий первый президент Турецкой республики, майор Мустафа Кемаль.
В общей сложности он прослужил в османской армии 40 лет.
После выхода на пенсию в 1912 году его уговорили вернуться в строй, в качестве губернатора вилайета и командира крепости Янина.

## Первая Балканская война
Напряжение между Османской империей и странами Балканского союза нарастало и летом 1912 года Тахсин-паша был назначен командующим VIII корпуса в Салоники. С началом Первой Балканской войны он направил свои войска против греческой Армии Фессалии, которой командовал греческий наследный принц Константин.
После того как греческая армия прорвала турецкие оборонные линии в битве при Сарантапоро, турки отошли к городу Яница и попыталась остановить греческую армию перед городом. 20 октября состоялась битва при Яннице, решившая судьбу Салоник. Турецкие войска, около 25 000 человек, высланные из Салоник навстречу армии королевича Константина, были разбиты и отступили в полном беспорядке.

## К городу Святого Дмитрия
Наследный принц Константин, имея за спиной турецко-албанские войска в Западной и Северной Македонии, оставался нерешительным и боялся попасть в окружение. Но греческий премьер-министр Элефтериос Венизелос был весьма настойчив и назойлив. 24 октября (6 ноября) 1912 года греческая армия переправилась через реку Аксьос (Вардар). Пять пехотных дивизий двинулись прямым путём к Салоникам, а одна дивизия и кавалерия должны были совершить обходное движение, чтобы отрезать туркам путь на Сере. Греческие дивизии подошли к Салоникам 25 октября (7 ноября) и стали лагерем в Текели (Синдос).

## Сдача Салоник

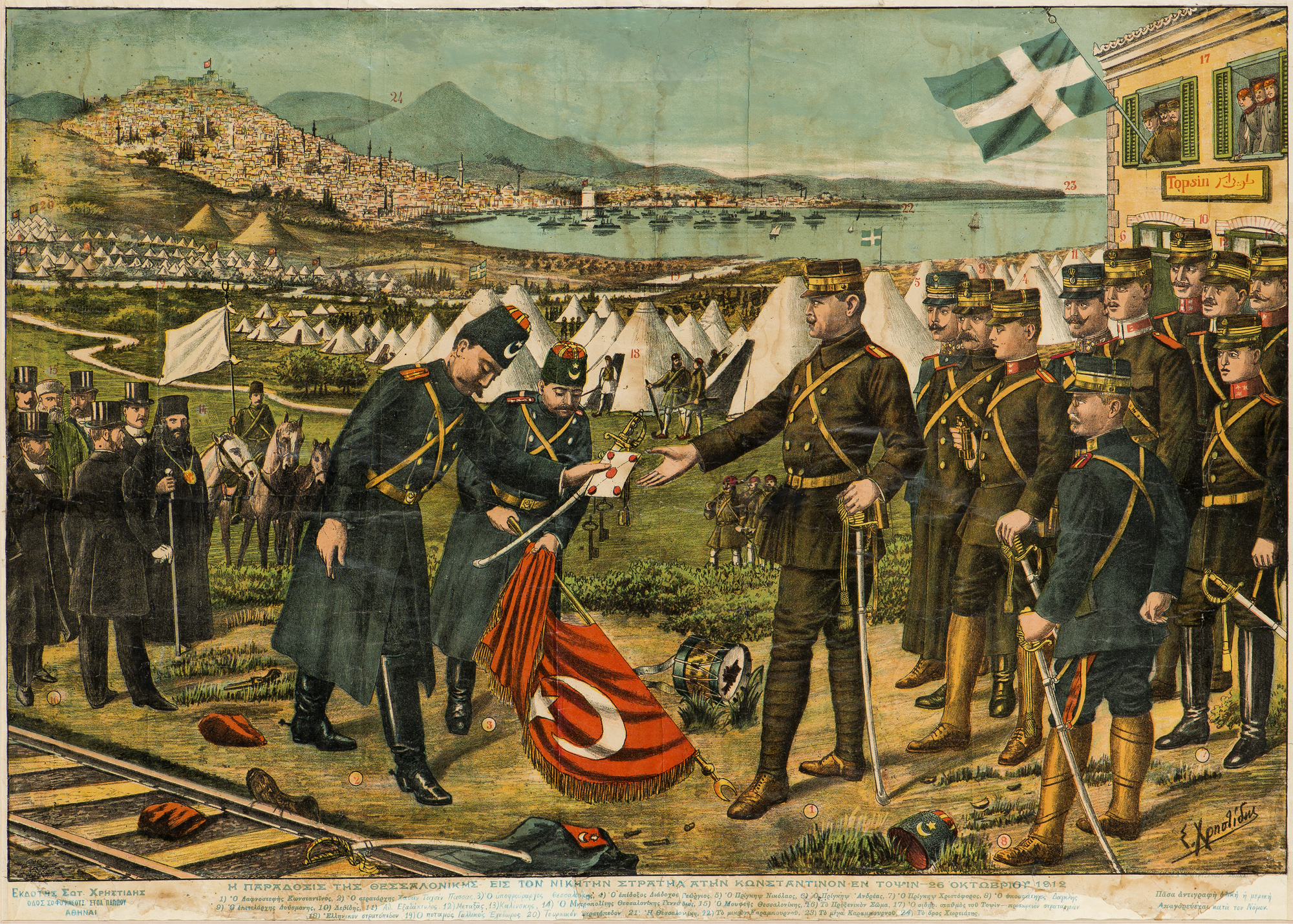
Таксин-паша сдаёт Салоники принцу Константину.

Весть о приближении греческой армии к Салоникам вызвала тревогу в этом большом торговом городе. Консулы иностранных государств, опасаясь, что взятие города приведёт к его разрушению, обратились к Таксину-паше, с просьбой сдать город без боя.
Таксин имел ещё в городе под своим командованием 25 000 солдат, но и сам понимал, что надежды на успешную защиту города у него не имеется: войска были деморализованы недавним поражением у Яницы, он был окружён и не надеялся на помощь извне.
В 11 часов вечера, 26 октября (8 ноября), в день Святого Дмитрия, покровителя Салоник, Таксин подписал капитуляцию, по которой сдал Константину и город, и всю свою армию.
Сохранилась копия протокола капитуляции на французском языке.
24 000 пленным турецким солдатам было предписано находиться в лагере в Карабурну, но без оружия. Тысяче офицеров было позволено свободно перемещаться по городу, имея при себе сабли.

## Салоники вновь греческий город
Утром 27 октября (9 ноября) греческая армия торжественно вступила в столицу Македонии.
Сдача города, который был яблоком раздора балканских государств, греческой армии сделала Грецию большим победителем войны.
26 октября болгарская Рилская дивизия (35 000 солдат) генерала Тодорова вышла к Килкису и продолжила продвижение на юг. Военной необходимости в этом не было, но политические цели были очевидны: установление двоевластия в городе. В тот же день Константин послал письмо Тодорову, в котором писал: «Генерал, турки сдались мне … не утруждайте своих солдат ненужным маршем … направьте их лучше туда, где есть стратегическая необходимость».
Последовавший болгарский демарш не имеет прецедента в политической и военной истории. Вечером, 27 октября, в город прибыла болгарская делегация и потребовала у Тахсина-паши сдачи. Недоумевающий Тахсин ответил: «Но мы уже сдались греческому командующему, и вы об этом знаете» и отказался сдаваться второй раз.
Некоторые источники приводят также и следующие заявления Тахсина болгарам: «Есть только один город Салоники, господа, и этот город я сдал грекам, которые были моими противниками на всех полях сражений… С вами я нигде не встречался». И, заявляя о своём историческом видении события, завершил речь фразой, пресекающей болгарские претензии на Салоники: «У греков мы его (город) взяли, грекам мы его и вернём».
Двоевластие не состоялось.
Современник Тахсина, журналист Орологас, охарактеризовал его в газете «Македония» «спасителем и благодетелем Салоник».

## Последние годы
К. Маринос и другие исследователи пишут что в декабре 1912 года Тахсин был заочно осуждён османским правительством к смертной казни за сдачу Салоник.
По окончании Первой Балканской войны был освобождён и уехал во Францию, а затем в Швейцарию, куда был послан греческим премьер-министром Венизелосом, в целях безопасности и по причине здоровья Тахсина. Тахсин-паша умер в Лозанне в 1918 году.

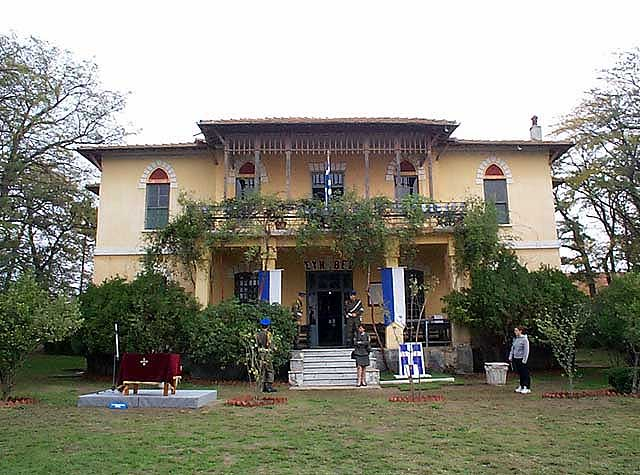
Музей Балканских войн, у которого захоронены останки Тахсина-паши

Его останки были перевезены в 1937 году в Грецию и перезахоронены в семейном склепе рода Месаре, на албанском кладбище Салоник. После того как, после Второй мировой войны, кладбище было разрушено, останки Тахсина-паши были вновь перезахоронены, в 2002 году — нам этот раз на Военном кладбище Балканских войн в Ефира возле виллы Модьяно, где сегодня располагается Музей Балканских войн.

## Семья
Тахсин-паша был женат на принявшей ислам гречанке. Его старший сын, Мессаре, Кенан (1889—1965), стал греческим гражданином и известным художником-баталистом, более всего известным своими картинами о сражениях греческой армии в Балканские войны.
К.Маринос утверждает, что не только Кенан Мессаре был греком по материнской линии, но и Тахсин-паша признался греческому генералу Леонидасу Спаису, с которым Тахсин был хорошо знаком, что он греческого происхождения и «потомок исламизированного век тому назад греческого рода, о чём он прекрасно информирован».